# Garzigliana
Garzigliana là một đô thị ở tỉnh Torino trong vùng Piedmont, có vị trí cách khoảng 35 km về phía tây nam của Torino, nước Ý. Tại thời điểm ngày 31 tháng 12 năm 2004, đô thị này có dân số 521 người và diện tích là 7,4 km².
Đô thị Garzigliana có các frazioni (các đơn vị trực thuộc, chủ yếu là các làng) Alberetti, San Martino, Santa Marta, Montebruno, Case Nuove, Conti, và Baite.
Garzigliana giáp các đô thị: Pinerolo, Osasco, Macello, Bricherasio, và Cavour.